# 生物经济
人类利用生物技术有着久远历史，因而与生物经济相关的研究开发及其产业发展由来已久，但是作为与农业经济、工业经济、信息经济相对应的经济形态，“生物经济”在全球仍是一个比较新的概念。从全球范围来讲，对“生物经济”的理解因角度不同而略有差异。较早出现的正式定义主要有：
1.生物经济 (Bioeconomy,或) 是以生命科学与生物技术的研究开发与应用为基础的、建立在生物技术产品和产业之上的经济，是一个与农业经济、工业经济、信息经济相对应的新的经济形态。(来源:邓心安.生物经济时代与新型农业体系.中国科技论坛,2002(2):16-20)
2.生物经济是一个浓缩性的术语，它能够描述在能源和工业原料方面不再完全依赖于化石能源的未来社会。(The bio-based economy is a term which encapsulates our vision of a future society no longer wholly dependent on fossil fuels for energy and industrial raw materials.)(来源:根据欧盟生物经济会议文件和欧盟生物经济网站（EuropaBio）整理)
3.生物经济是经济运行的聚合体，用以描述在这样一个社会，通过生物产品和生物过程制造的潜在价值使命来为公民和国家赢得新的增长和福利效益。(The OECD project supposes the bioeconomy to be the aggregate set of economic operations in a society that use the latent value incumbent in biological products and processes to capture new growth and welfare benefits for citizens and nations.)(来源:OECD INTERNATIONAL FUTURES PROGRAMME, THE BIOECONOMY TO 2030:DESIGNING A POLICY AGENDA. Paris OECD Headquarters, 6 March 2006)

## 发展
20世纪是物理学和化学的世纪,而21世纪则是生物学的世纪。
随着双螺旋结构的揭秘，生物经济的发展条件日益成熟。其载体的基本单元基因，是脱氧核糖核酸（DNA）分子上具有遗传效应的特定核苷酸序列。它位于染色体上，并在染色体上呈线性排列。基因可以通过复制把遗传信息传递给下一代，并使遗传信息得到表达。研究每段基因控制的蛋白质及其机能，对研究人这一复杂的机体有着至关重要的意义。2003年，随着人类基因组序列图宣告完成，一张完整的生命之图日渐清晰，生物技术催生的生物经济的浪潮，有望成为继农业、工业、信息化浪潮之后，第四股大大推动人类文明进步的力量。
针对生命科学与生物技术对经济社会的革命性影响，许多国家和国际组织提出了生物经济发展战略及政策。例如：2000年12月美国政府就提出《促进生物经济革命：基于生物的产品和生物能源》战略性计划；2012年4月白宫发布《国家生物经济蓝图》，重点描绘了联邦生物经济五大战略目标。德国生物经济理事会（The German BioEconomy Council）2011年6月，提出了“德国生物经济优先发展主题”。中国科技部2007年提出了生物经济“三步走”战略与推进生物经济发展的十大科技行动。欧盟2005年发表《基于知识的生物经济新视角》报告；2007年提出《迈向基于知识的生物经济》（En route to the Knowledge-Based Bio-Economy）战略报告；2010年9月发布《基于知识的欧洲生物经济：成就与挑战》（The Knowledge Based Bio-Economy(KBBE) in Europe: Achievements and Challenges）战略报告，对欧洲生物经济当前市场和就业情况及其未来增长进行了描述，重点提出了需要整合政策（integrated policy）、研究与创新、支持向低碳可再生基产品系统转换等建议。同年，欧洲生物工业协会（EuropaBio）提出《构建欧洲生物经济2020》（Building a Bio-based  Economy for Europe in 2020）政策报告。2012年2月，欧盟委员会发布《为可持续增长创新：欧洲生物经济》（Innovating for Sustainable Growth: a Bioeconomy for Europe）战略，旨在促使欧盟经济向更多使用可持续的可再生资源的经济形态转变。
生命科学与生物技术的发展推动了生物经济（bioeconomy）概念、发展观及发展平台的形成，促进了生物经济时代的来临。生物经济时代是生物经济发展到成熟阶段后以其为主导形成的人类经济社会发展的特定历史时期。人类经济社会经历了狩猎采集经济时代、农业经济时代、工业经济时代；目前正处在信息经济时代的中间站。分别以1953年DNA双螺旋结构发现和2000年人类基因组破译完成为标志，人类社会进入了生物经济的孕育和成长阶段。从化石能源（主要是石油）濒临枯竭的时间等因素来看，预计在21世纪20年代（2020s）末期进入生物经济的成熟阶段，即步入真正的生物经济时代。 生物经济是继农业经济、工业经济、信息经济之后，人类经济社会发展的第四次浪潮。一个新的经济时代的来临，人类经济生产与生活方式必将发生根本性变革。生物经济为农业、健康医疗、能源、环境等产业的绿色革命创造了新的可持续发展平台、政策环境与时代背景。

## 意义

### 人类
如果说前三股浪潮侧重于人类对外部世界的改变的话，生物技术在人类对自身的认识及改变上将做出空前的贡献。健康与长寿是人们祖祖辈辈的企盼，这一谜题借着生物技术的东风有望得到答案。基因诊断技术可以给每一名新生婴儿制作一张其本人独有的“基因身份证”，详细记录其优秀和不良基因的位置，以此预测潜在疾病，调整其成长的最佳环境，同时也可借助基因治疗技术治疗乙肝、血友病、白血病，甚至癌症等以传统技术攻克难度较大的疾病，通过移植长寿基因，清除衰老基因等基因改良技术，延年益寿将不再是梦想。
比尔·盖茨预言，下一个超过他财富的人，将是做基因开发和产业的人。当前国内外生物技术应用以基因治疗为主，其产业价值在世纪初就已过亿美元，并以每年超过100%的速度增长，随着人类对自身生活质量要求的不断提高，增长势头必将更加猛烈。

### 农业
随着人口日益增长的严峻形势与可用耕地面积锐减矛盾的不断激化，保证人类最基本生存需求的农业对生产成本与生产效率提出了更高的要求。转基因技术的应用不仅可以大大缩短作物生长周期，最大限度地减少生长过程中虫、毒及极端环境的影响，还能通过品质改良调节作物营养含量，“设计”具有特定功效的食物，把以食代药的概念发挥到极致。在2003—2004年两年间，全球的转基因作物增产199.58亿公斤，在2004年，仅在美国就增加产量30.84亿公斤；直接得到的经济回报在1996—2004年达到270亿美元，仅2004年就有65亿美元；杀虫剂的使用量减少6%，温室气体排放减少100亿公斤二氧化碳，相当于1年减少500万辆汽车。
2008年7月9日，中国国务院常务会议审议并原则通过转基因生物新品种培育科技重大专项（以下称“转基因专项”）。该转基因专项的资金来源于中国科技部专项经费，拟投入资金约240亿元人民币，将主要投入到优势基因的挖掘、转基因品种选育和转基因作物品种的产业化，可见生物经济在农业领域的市场前景不可估量。

### 工业
后工业时代，石油、天然气等能源逐步走向枯竭的边缘，工业三废问题也日益严重，新能源替代以及环境保护的问题逐渐取代了单纯的效益产出，成为企业更加亟需关注的议题。在利用太阳能、风能等能源的同时，生物能作为一种新兴的能源同样引发了大量关注。生物质气化发电（Gasifieation Power Generation）是目前生物质转化的最新技术之一。它是指在一定的热力学条件下，将组成生物质的碳氢化合物转化为含一氧化碳和氢气等可燃气体的过程。目前气化发电技术正逐步走向成熟。

### 信息科技
在信息时代大背景下，生物技术与信息技术相辅相成，相得益彰。利用超级计算机进行大规模运算，生物科技空前发展，如果你走入基因组测序的研究所，几乎会误以为来到了信息技术公司。而目前使用的计算机是以硅芯片为基础，由于受到物理空间的限制、面临耗能和散热等问题，将不可避免地遭遇发展极限，要取得大的突破，需要依赖于新材料的革新。
2000年，美国加利福尼亚大学洛杉矶分校的科学家根据生物大分子在不同状态下可产生有和无信息的特性，研制出分子开关（molecular switches）。2001年世界首台可自动运行的DNA计算机问世，并被评为当年世界十大科技进展。2002年，DNA计算机研究领域的先驱阿德勒曼教授利用简单的DNA计算机，在实验中为一个有24个变量、100万种可能结果的数学难题找到了答案，DNA计算机的研制迈出了重要一步。军事领域中，蜻蜓每个能完整成像的小眼的灵感催生了相控阵雷达，卫星控温系统的创意源自蝴蝶身上的鳞片，仿生学在军事领域的完美应用预示着生物技术在民用领域极大的推广潜力。

## 参看
- 生物燃料
- 生物塑料
- 农业化工